# 4464 Vulcano
4464 Vulcano eller 1966 TE är en asteroid i huvudbältet som upptäcktes den 11 oktober 1966 av den rysk-sovjetiske astronomen Nikolaj Tjernych vid Krims astrofysiska observatorium på Krim. Den har fått sitt namn efter ön Vulcano, en av Eoliska öarna.
Den tillhör asteroidgruppen Hungaria.